# Kantonsraad
De Kantonsraad (Duits: Ständerat, Frans: Conseil des États, Italiaans: Consiglio degli Stati, Reto-Romaans: Cussegl dals Stadi) is een van de twee kamers van het Bondsvergadering, het Zwitsers federaal parlement. De andere kamer is de Nationale Raad. De Kantonsraad telt 46 leden en vertegenwoordigt de zesentwintig Zwitserse kantons. De meeste kanstons hebben twee zetels, sommige slechts één. De leden van de Kantonsraad worden om de vier jaar rechtstreeks gekozen.
De huidige voorzitter van de Nationale Raad voor de periode 2023-2024 is Eva Herzog.

## Samenstelling
De Kantonsraad telt 46 zetels. Van 1848 tot de oprichting van het kanton Jura in 1979 telde de Kantonsraad 44 zetels. De Zwitserse Grondwet noemt de leden van de Kantonsraad 'volksvertegenwoordigers', maar informeel ook weleens gemakkelijkheidshalve Kantonsraadsleden of senatoren worden genoemd. In het Duits gebruikt men ook de benamingen Ständerat of Ständerätin en in het Frans conseiller aux États of conseillère aux États. Hun mandaat duurt vier jaar.
Terwijl de Nationale Raad de Zwitserse bevolking vertegenwoordigt, is de Kantonsraad de vertegenwoordiger van de Zwitserse kantons. Twintig kantons verkiezen elk twee Kantonsraadsleden. De voormalige halfkantons Nidwalden, Obwalden, Bazel-Stad, Basel-Landschaft, Appenzell Innerrhoden en Appenzell Ausserrhoden verkiezen elk slechts één Kantonsraadslid. Dit maakt dat het grootste kanton Zürich met meer dan 1.500.000 inwoners in de Kantonsraad even zwaar doorweegt als bijvoorbeeld het kanton Uri, dat iets meer dan 36.000 inwoners telt, en dat het kanton Basel-Landschaft bijvoorbeeld met een kleine 300.000 inwoners slechts één Kantonsraadslid heeft.

## Kiessysteem
De kantons zijn bevoegd om te bepalen hoe de Kantonsraadsleden worden verkozen. In de kantons Jura en Neuchâtel verkiest men de Kantonsraadsleden op grond van het systeem van evenredige vertegenwoordiging. De overige kantons kennen een vorm van een meerderheidssysteem in twee rondes. De eerste ronde vindt plaats op dezelfde dag als de verkiezing van de Nationale Raad, met name iedere vier jaar op de laatste zondag van oktober. Om te worden verkozen moet een kandidaat in de meeste kantons 50% van de stemmen halen. Indien dit niet het geval is, vindt een tweede ronde plaats. Als algemene uitzondering hierop wordt het Kantonsraadslid van Appenzell Innerrhoden verkozen door de Landsgemeinde bij handopsteking.

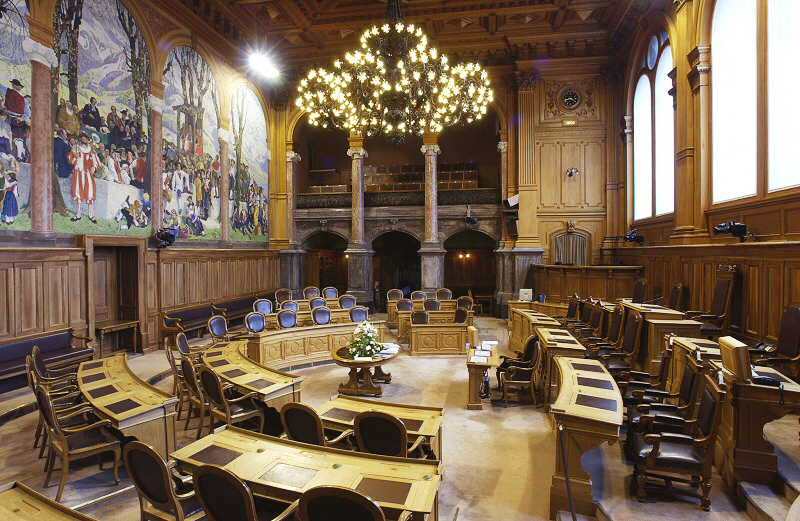
Plenaire vergaderzaal van de Kantonsraad in het Federaal Paleis in Bern.

Verder zijn er ook nog kleine verschillen tussen de kantonnale kiessystemen. Een voorbeeld hiervan is het al dan niet meerekenen van blanco stemmen en ongeldige stemmen in de berekening van de meerderheid van het aantal stemmen. Ook de voorwaarden om deel te nemen aan een tweede ronde verschillen per kanton. In sommige kantons geldt immers een ondergrens: kandidaten die niet meer haalden dan een bepaald percentage, mogen niet deelnemen aan de tweede ronde. In andere kantons is het dan weer toegelaten om de kandidaat te vervangen tussen beide rondes. Bovendien is ook de datum van de tweede ronde verschillend. Tweede rondes vinden immers plaats drie tot vijf weken na de eerste ronde, op een kantonnaal bepaalde datum.
Oorspronkelijk werden de Kantonsraadsleden, als vertegenwoordigers van de kantons, verkozen door de kantonnale parlementen en niet door de bevolking. De bevolking werd immers vertegenwoordigd door de Nationale Raad. Vanaf 1867 begonnen kantons echter hun Kantonsraadsleden te verkiezen door de bevolking. Obwalden was dat jaar het eerste kanton dat zijn vertegenwoordiger in de Kantonsraad door de bevolking liet verkiezen. Pas meer dan 100 jaar later, in 1977, voerde Bern als laatste kanton deze rechtstreekse verkiezing in. Het in 1979 opgerichte kanton Jura liet zijn vertegenwoordiging in de Kantonsraad onmiddellijk door de bevolking verkiezen.
| Kanton                 | Invoering |
| ---------------------- | --------- |
| Obwalden               | 1867      |
| Zürich                 | 1869      |
| Solothurn              | 1869      |
| Thurgau                | 1869      |
| Schaffhausen           | 1876      |
| Nidwalden              | 1877      |
| Appenzell Ausserrhoden | 1877      |
| Graubünden             | 1880      |
| Zug                    | 1881      |

| Kanton                | Invoering |
| --------------------- | --------- |
| Glarus                | 1887      |
| Uri                   | 1888      |
| Bazel-Stad            | 1889      |
| Bazel-Landschap       | 1892      |
| Ticino                | 1892      |
| Genève                | 1893      |
| Appenzell Innerrhoden | 1895      |
| Schwyz                | 1898      |
| Luzern                | 1904      |

| Kanton       | Invoering |
| ------------ | --------- |
| Aargau       | 1904      |
| Vaud         | 1917      |
| Wallis       | 1921      |
| Sankt Gallen | 1967      |
| Neuchâtel    | 1971      |
| Fribourg     | 1972      |
| Bern         | 1977      |
| Jura         | (1979)    |

## Zetelverdeling

### Leden per kanton
De Kantonsraad telt 46 leden. Twintig kantons hebben recht op twee Kantonsraadsleden. Zes kantons hebben slechts één vertegenwoordiger.
| Kanton                 | Aantal leden | Lijst      |
| ---------------------- | ------------ | ---------- |
| Aargau                 | 2 zetels     | ledenlijst |
| Appenzell Ausserrhoden | 1 zetel      | ledenlijst |
| Appenzell Innerrhoden  | 1 zetel      | ledenlijst |
| Bazel-Landschap        | 1 zetel      | ledenlijst |
| Bazel-Stad             | 1 zetel      | ledenlijst |
| Bern                   | 2 zetels     | ledenlijst |
| Fribourg               | 2 zetels     | ledenlijst |
| Genève                 | 2 zetels     | ledenlijst |
| Glarus                 | 2 zetels     | ledenlijst |

| Kanton       | Aantal leden | Lijst      |
| ------------ | ------------ | ---------- |
| Graubünden   | 2 zetels     | ledenlijst |
| Jura         | 2 zetels     | ledenlijst |
| Luzern       | 2 zetels     | ledenlijst |
| Neuchâtel    | 2 zetels     | ledenlijst |
| Nidwalden    | 1 zetel      | ledenlijst |
| Obwalden     | 1 zetel      | ledenlijst |
| Sankt Gallen | 2 zetels     | ledenlijst |
| Schaffhausen | 2 zetels     | ledenlijst |
| Schwyz       | 2 zetels     | ledenlijst |

| Kanton    | Aantal leden | Lijst      |
| --------- | ------------ | ---------- |
| Solothurn | 2 zetels     | ledenlijst |
| Thurgau   | 2 zetels     | ledenlijst |
| Ticino    | 2 zetels     | ledenlijst |
| Uri       | 2 zetels     | ledenlijst |
| Vaud      | 2 zetels     | ledenlijst |
| Wallis    | 2 zetels     | ledenlijst |
| Zug       | 2 zetels     | ledenlijst |
| Zürich    | 2 zetels     | ledenlijst |

### Leden per partij
De 46 zetels van de Kantonsraad worden voornamelijk ingenomen door de vier grootste partijen van Zwitserland (CVP/PDC, FDP/PLR, SP/PS en SVP/UDC). Dit zijn overigens ook de partijen die zijn vertegenwoordigd in de Bondsraad. Traditioneel is de Christendemocratische Volkspartij de grootste in de Kantonsraad, met uitzondering van de jaren 1990, toen de Vrijzinnig-Democratische Partij de grootste was. Tot 1999 waren eveneens enkele kleine partijen vertegenwoordigd in de Kantonsraad. Van 1999 tot 2007 hadden enkel de regeringspartijen nog Kantonsraadszetels. Sinds de parlementsverkiezingen van 2007 deden opnieuw enkele kleinere partijen hun intrede, zij het dat de regeringspartijen nog steeds ruim in de meerderheid zijn. De grootste partij per legislatuur is in het vet aangeduid.
| Partij | Partij                                       | Akf.    | 1979 | 1983 | 1987 | 1991 | 1995 | 1999 | 2003 | 2007 | 2011 | 2015 | 2019 | 2023 |
| ------ | -------------------------------------------- | ------- | ---- | ---- | ---- | ---- | ---- | ---- | ---- | ---- | ---- | ---- | ---- | ---- |
|        | CVP/PDC / Het Centrum                        |         | 18   | 18   | 19   | 16   | 16   | 15   | 15   | 15   | 13   | 13   | 13   | 15   |
|        | Vrijzinnig-Democratische Partij.De Liberalen | FDP/PLR | 11   | 14   | 14   | 18   | 17   | 17   | 14   | 12   | 11   | 13   | 12   | 11   |
|        | Sociaaldemocratische Partij van Zwitserland  | SP/PS   | 9    | 6    | 5    | 3    | 5    | 9    | 9    | 9    | 11   | 12   | 9    | 9    |
|        | Zwitserse Volkspartij                        | SVP/UDC | 5    | 5    | 4    | 4    | 5    | 7    | 8    | 7    | 5    | 5    | 6    | 6    |
|        | Groene Partij van Zwitserland                | GPS/PES | -    | -    | -    | -    | -    | -    | -    | 2    | 2    | 1    | 5    | 3    |
|        | Burgerlijk-Democratische Partij              | BDP/PBD | -    | -    | -    | -    | -    | -    | -    | -    | 1    | 1    | -    | -    |
|        | Groen-liberale Partij                        | GLP/PVL | -    | -    | -    | -    | -    | -    | -    | 1    | 2    | -    | -    | 1    |
|        | Liberale Partij van Zwitserland              | LPS/PLS | 3    | 3    | 3    | 3    | 2    | -    | -    | -    | -    | -    | -    | -    |
|        | Alliantie van Onafhankelijken                | LdU/AdI | -    | -    | 1    | 1    | 1    | -    | -    | -    | -    | -    | -    | -    |
|        | Liga van Ticino                              | Lega    | -    | -    | -    | 1    | -    | -    | -    | -    | -    | -    | -    | -    |
|        | Overige                                      | Overige | -    | -    | -    | 1    | -    | -    | 0    | 0    | 1    | 1    | 1    | 1    |

## Voorzitter
Ieder jaar wordt er tijdens de wintersessie een nieuwe voorzitter van de Kantonsraad gekozen. In de periode 1991-1992 was Josi Meier de eerste vrouwelijke voorzitter van de Kantonsraad. De raadsleden van de Kantonsraad kiezen op instructie van hun kanton de voorzitter. In de periode 2023-2024 is Eva Herzog voorzitter.

## Trivia

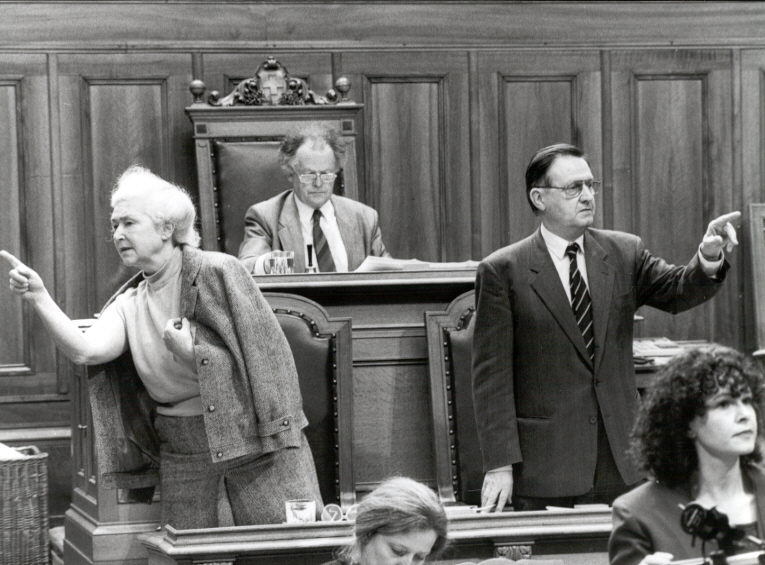
Tot 2014 werden de stemmingen met de hand geteld. Hier een beeld uit 1991.

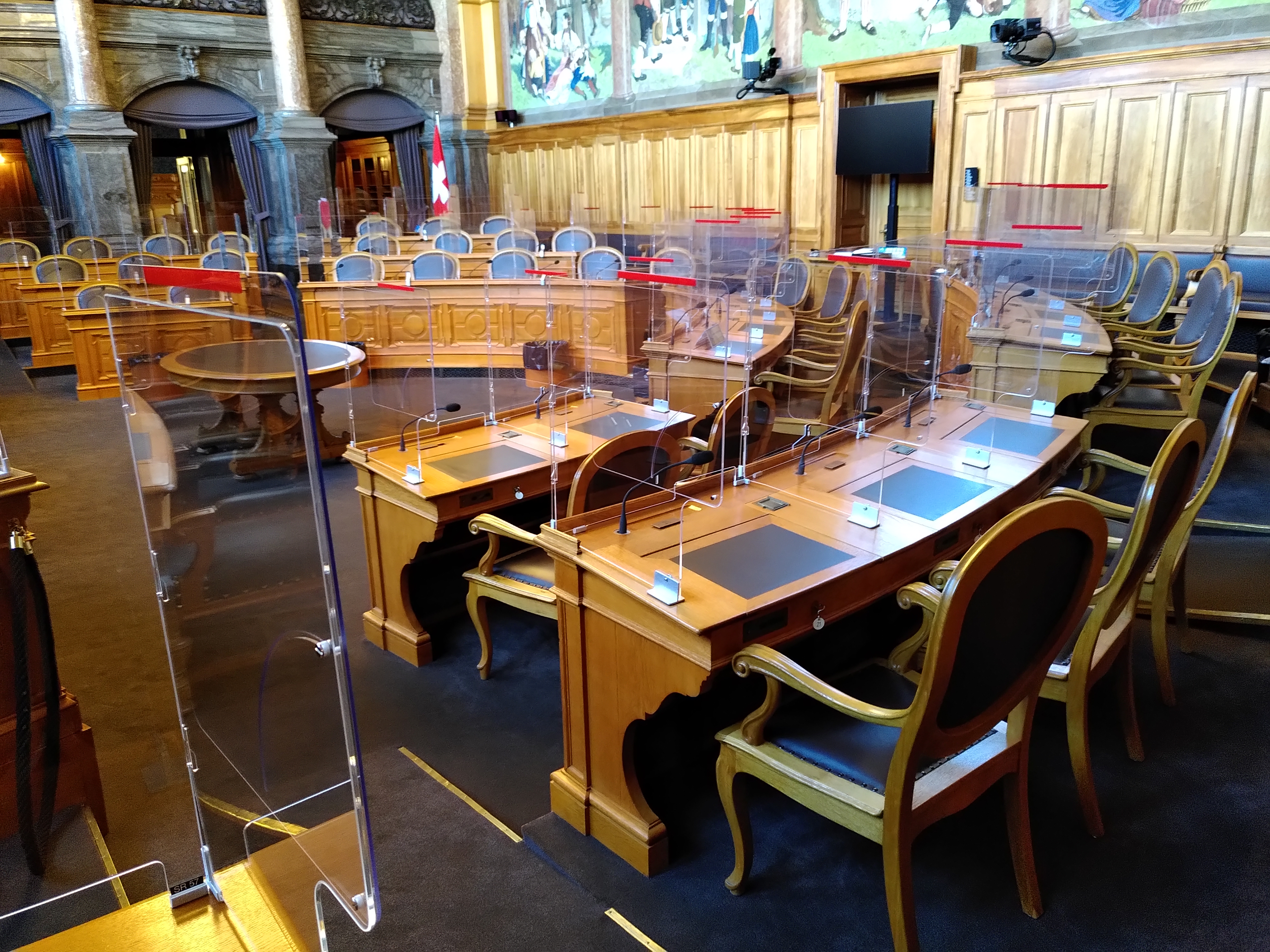
Plexiglasschermen in de vergaderzaal van de Kantonsraad tijdens de coronacrisis in Zwitserland, 2020.

- De eerste vrouwelijke correspondente in de Kantonsraad was Ella Wild van de Neue Zürcher Zeitung.
- De debatten in de Kantonsraad worden meestal in het Zwitsers Hoogduits of het Frans gevoerd. Italiaans is minder gebruikelijk. In tegenstelling tot de Nationale Raad (de andere kamer van de federale Bondsvergadering) of bijvoorbeeld Kamer van volksvertegenwoordigers of de Senaat in België, die tevens federale parlementaire vergaderingen zijn in een meertalig federaal land, staat er de leden van de Kantonsraad geen simultaanvertaling ter beschikking van de tussenkomsten in andere landstalen dan de moedertaal. Kantonsraadsleden worden geacht de andere landstalen dan de eigen moedertaal te begrijpen.
- Sinds 2014 gebeuren de stemmingen in de Kantonsraad elektronisch. Voordien werd gestemd met handopsteking en werden de stemmen handmatig geteld.
- In de kantons Appenzell Innerrhoden, Luzern, Obwalden, Schaffhausen, Schwyz, Solothurn, Sankt Gallen, Zug en Zürich heeft het kantonnaal parlement eveneens de benaming Kantonsraad.
- Tijdens de coronacrisis in Zwitserland in 2020 vergaderde de Kantonsraad tijdens de buitengewone zitting van mei 2020 en de zomerzitting van juni 2020 uitzonderlijk niet in het Federaal Paleis maar in de expositiehallen van Bernexpo, om zo beter sociale afstand te kunnen bewaren. Nadien vonden de zittingen opnieuw plaats in het Federaal Paleis, waarbij in de vergaderzaal echter plexiglasschermen werden geïnstalleerd.